# 헨리 프레더릭 리핏
헨리 프레더릭 리핏(Henry Frederick Lippitt), 1896년 10월 12일 ~ 1933년 12월 28일)은 미국의 정치인이다.
프로비던스에서 태어나서 사립 고등학교에 진학했으며 1878년 브라운 대학교를 졸업했다. 졸업 후 가문의 가업인 면직물 제조 공장에서 일하기 시작했다. 다수의 면직 보험회사와 Slater Trust Company of Pawtucket의 책임자였다. 또한 리핏는 프로비던스 저축은행의 부회장이기도 했다. 1888~1889년까지 대령의 계급으로 주지사의 참모로 있었으며 뉴잉글랜드 직물제조협회(현재 국립섬유협회)의 회장이 되었다. 리핏는 로드아일랜드 공화당 상원으로부터 미국 상원의원에 선출되었으며 1911.03.04.~1917.03.03.까지 근무하기도 했다. 1916년은 미국 상원의원들이 유명세로 당선되던 시절이었는데 재신임 도전 첫해에 재선에 실패했었다. 상원 시절 리핏은 농업부의 지출위원회 62회 의장이었는데 상원을 떠난 후 리핏는 다시 적극적으로 섬유산업에서 근무했다. 그는 Pawtucket의 Manville – Jenckes 타이어 직물 회사의 이사회 의장을 역임하기도 했으며 1892년 리핏는 로드아일랜드의 사회단체인 미국혁명의 아들들(Sons of the American Revolution)에 가입했다.

## 역대 선거 결과
| 선거명      | 직책명                        | 대수 | 정당   | 득표율 | 득표수   | 결과 | 당락                         |
| ----------- | ----------------------------- | ---- | ------ | ------ | -------- | ---- | ---------------------------- |
| 1910년 선거 | 상원의원 (로드아일랜드 제1부) | 62대 | 공화당 | 51.80% | 72표     | 1위  | 로드아일랜드주 상원의원 당선 |
| 1916년 선거 | 상원의원 (로드아일랜드 제1부) | 65대 | 공화당 | 44.12% | 39,211표 | 2위  | 낙선                         |